# Adolfo Dollero
Adolfo Dollero (Turín, 1872-Ciudad de México, 1936) fue un publicista italiano con actividad en América.

## Biografía
Nació en 1872 en Turín. Publicista de nacionalidad italiana, al poco de llegar a Cuba publicó su obra Cultura cubana, con al menos tres volúmenes, entre ellos los dedicados a las provincias de Matanzas y Pinar del Río. Dollero, que también escribió, entre otras obras, Algunas verdades sobre la Guerra Europea (1914-1915), falleció en 1936 en Ciudad de México.